# Mezinárodní standardní číslo hudebnin

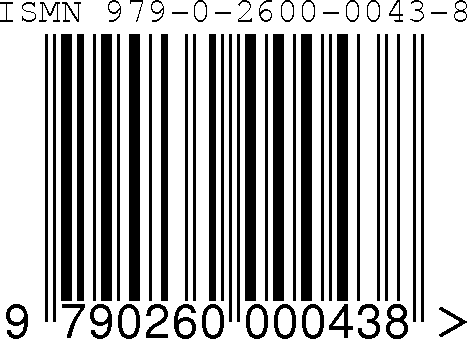
Čárový kód s ISMN.

ISMN (International Standard Music Number, mezinárodní standardní číslo hudebniny) je číselný kód sloužící v prostředí knižního trhu, knihoven a v neposlední řadě také v celosvětové vědecké komunitě k jednoznačné identifikaci konkrétního vydání hudebniny.
V případě, že hudebnina vychází v různých typech vazby a/nebo elektronických formátech (pdf, ePub apod.), v samostatně dostupných jazykových mutacích apod., každá z těchto verzí je identifikována unikátním ISMN. Každé další vydání je rovněž identifikováno unikátním ISMN.
ISMN je obdobou ISBN používaného pro knihy a ISSN používaného pro seriálové publikace. Systém existuje od roku 1995, v Česku se zavedl roku 1996.

## Registrační systém ISMN
Vrcholným celosvětovým orgánem systému ISMN je The International ISMN Agency (Mezinárodní agentura ISMN) v Berlíně, která zpřístupňuje na svých webových stránkách mezinárodní adresář hudebních nakladatelů (Music Publishers' International ISMN Database) obsahující také údaje o nakladatelích v České republice.
Českým vrcholným orgánem systému ISMN je Národní knihovna České republiky – Česká národní agentura ISBN a ISMN. Ta jediná je oprávněna přidělovat ISMN nakladatelům a vydavatelům sídlícím v České republice a své služby poskytuje bezplatně. Činnost národní agentury pro mezinárodní standardní číslování hudebnin Národní knihovně České republiky ukládá Knihovní zákon.

## Standardy
- ISO 10957 – Information and documentation – International standard music number (ISMN)
- ČSN 97 7115 – Čárové kódy – Označování knih a hudebnin čárovým kódem systému EANoUCC